# Verdrag van Karlstad

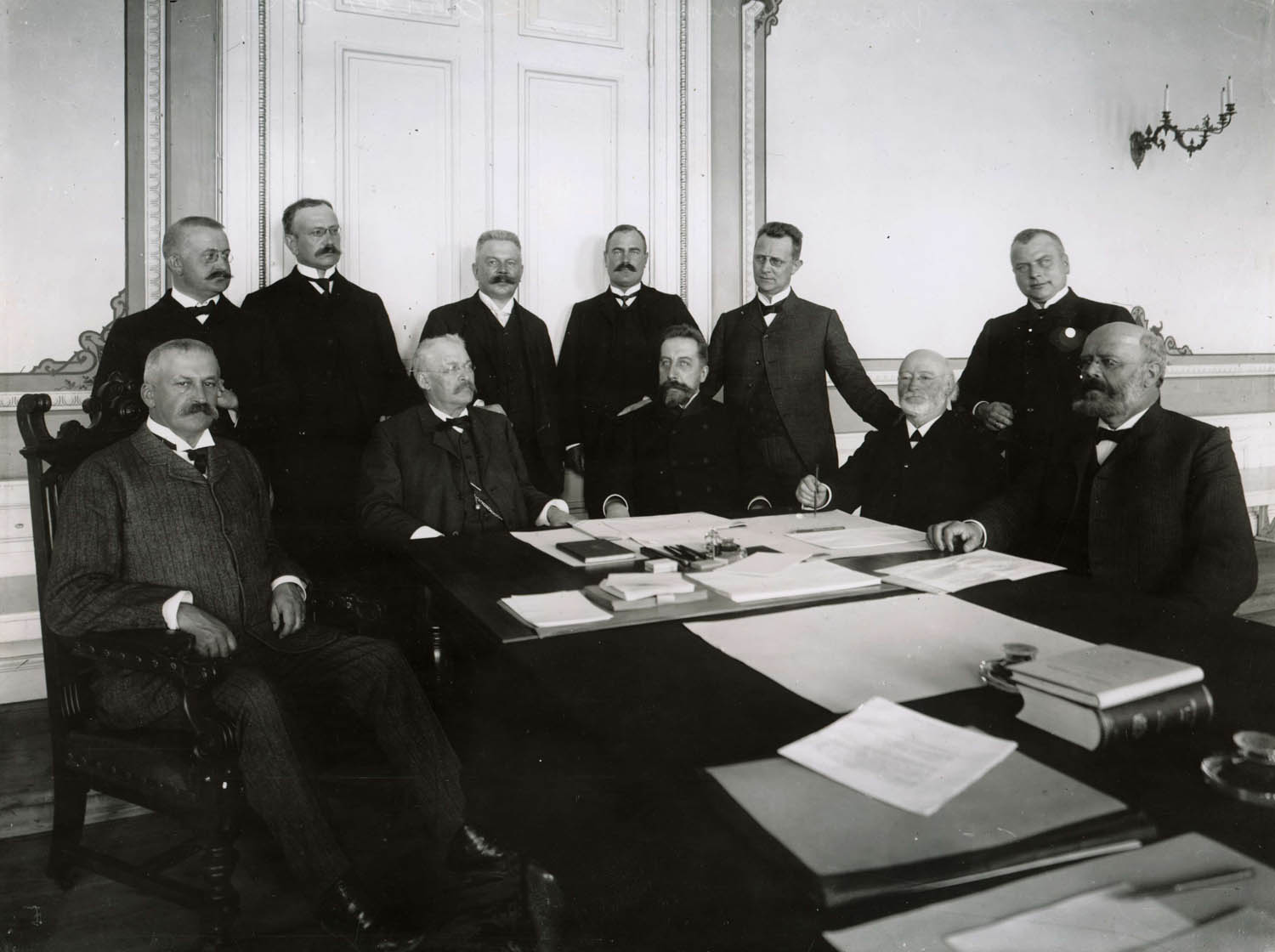
De Zweeds-Noorse onderhandelingen in Karlstad

Het Verdrag van Karlstad (Noors: Karlstadkonvensjonen) is een vredesverdrag dat de afscheiding van Noorwegen van Zweden tot een feit maakte. Het verdrag werd op 23 september 1905 ondertekend.

## Achtergronden
De Unie tussen Zweden en Noorwegen werd in 1814, in de nasleep van de Zweeds-Noorse Oorlog, een feit, maar einde 19e eeuw kwam het steeds meer tot conflicten. Het Noorse parlement (het Storting) nam in 1905 een wet aan die het mogelijk moest maken om eigen consulaten in het buitenland te vestigen. Koning Oscar II van Zweden sprak zijn veto over deze wet uit. Hierop trad de Noorse deelregering, van minister-president Christian Michelsen, af. Oscar II aanvaardde dit ontslag niet, maar kon geen kandidaten voor een nieuwe Noorse regering vinden. Hierop verklaarde de Storting dat de koning zijn plichten niet nakwam en verkreeg de regering-Michelsen de volmacht van de Storting om verder te regeren.
Op 7 juni 1905 nam de Storting een resolutie aan betreffende de ontbinding van de Zweeds-Noorse unie. De Zweedse Rijksdag wees deze eenzijdige maatregel af en stelde een volksstemming voor. De Noorse regering stemde daarin toe en op 13 augustus 1905 vond de stemming plaats waarbij 368.392 vóór, en 184 tegen de ontbinding van de Unie stemden.

## Onderhandelingen

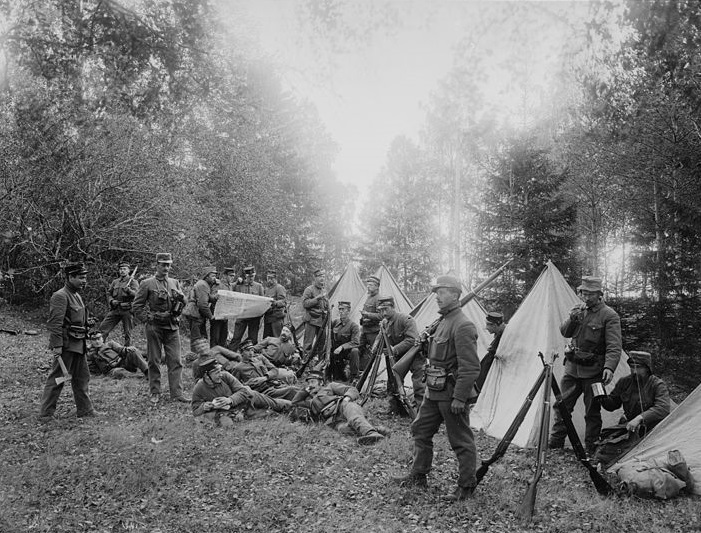
Noorse grenswachten in 1905

Hierna volgden onderhandelingen. Deze vonden plaats in Karlstad, dat zich halverwege tussen Oslo en Stockholm bevindt, en begonnen op 31 augustus 1905. Breekpunt was het al dan niet slechten van de - pas opgerichte - Noorse grensversterkingen. De Zweden stonden hierop, de Noorse politici wilden geen oorlog riskeren, maar buiten de Storting waren groeperingen die deze wilden behouden. Hierop werden de onderhandelingen op 13 september 1905 afgebroken.
De Noren reageerden met een gedeeltelijke mobilisatie, en daarop positioneerden ook de Zweden hun troepen aan de grens. De Noren gaven toe en de versterkingen werden afgebroken. Aldus was een oorlog voorkomen.
Hierop werd op 23 september het Verdrag van Karlstad ondertekend. De Unie werd ontbonden en Noorwegen werd erkend als onafhankelijke staat. Op 9 oktober 1905 stemde de Storting, en op 13 oktober de Zweedse Rijksdag, in met het verdrag. Op 26 oktober 1905 werd de Unie daadwerkelijk ontbonden.
In Noorwegen stond vervolgens de toekomstige staatsvorm ter discussie. Men koos uiteindelijk voor de monarchie en bood prins Carl van Denemarken op 18 november 1905 de kroon aan, en deze verkreeg de naam Haakon VII van Noorwegen. De zes voorgangers met de naam Haakon waren middeleeuwse koningen van Noorwegen.